# Susan Jacoby
Susan Jacoby (* 4. Juni 1945 in Okemos, Michigan) ist eine US-amerikanische Schriftstellerin und Journalistin. Sie gilt als engagierte Fürsprecherin von Säkularisierung und Atheismus.

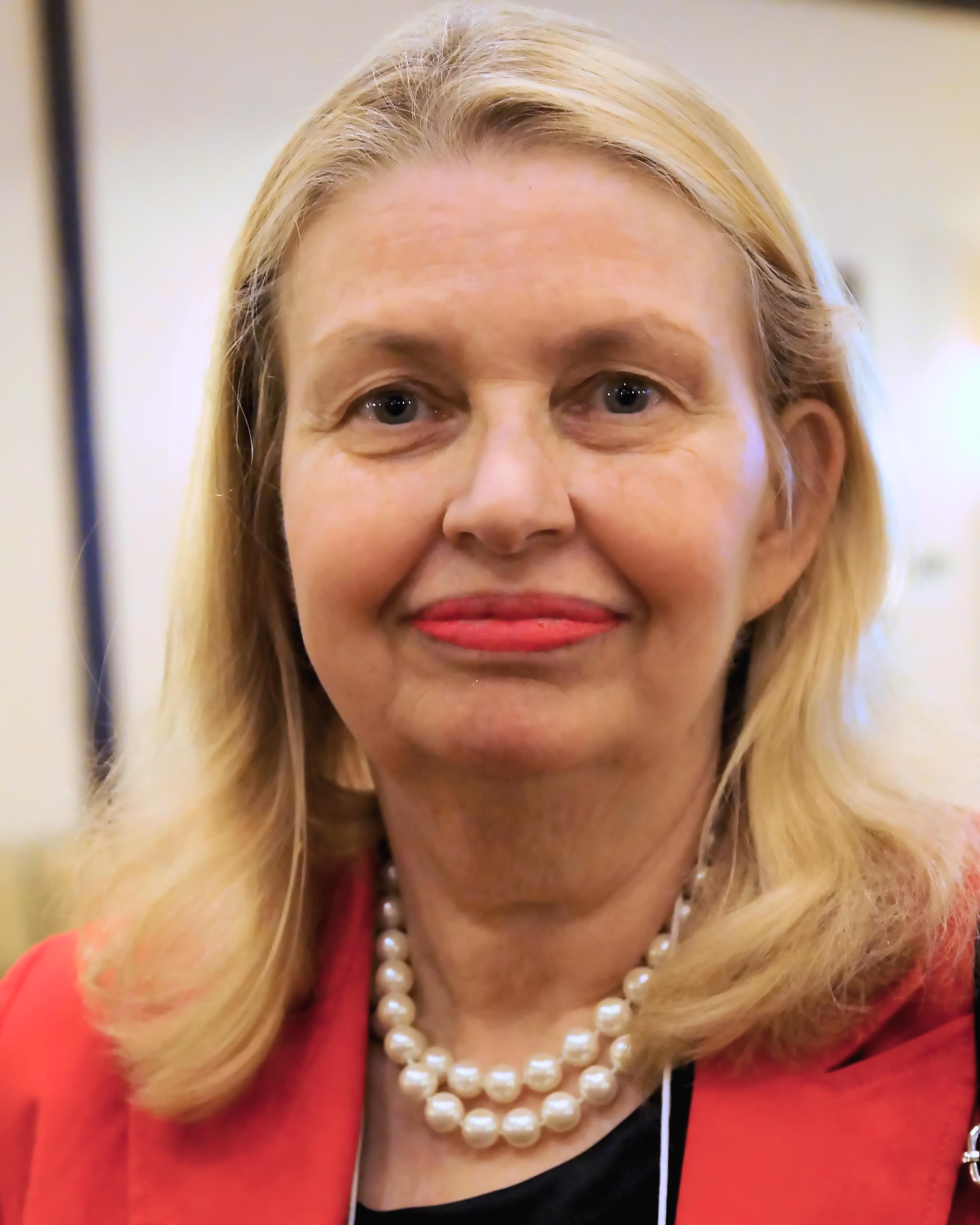
Susan Jacoby (2012)

## Leben
Susan Jacoby wurde katholisch erzogen und erfuhr erst mit Ende 20 von ihren jüdischen Wurzeln väterlicherseits. Mit dieser Tatsache setzte sie sich später in Half-Jew: A Daughter’s Search for Her Family’s Buried Past (2000) auseinander. Sie schloss 1965 an der Michigan State University ab. Jacoby begann ihre Karriere bei der Washington Post und arbeitete später für viele namhafte US-Zeitungen. Ihr Werk Wild Justice: The Evolution of Revenge (1984) war ein Finalist für den Pulitzer-Preis. In ihrem Werk The Age of American Unreason (2008) befasst sie sich mit Anti-Intellektualismus in den Vereinigten Staaten. Jacoby lebt in New York und ist Programmdirektorin der dortigen Niederlassung des Center for Inquiry.
Im Februar 2010 wurde sie zum Ehrenmitglied der Freedom From Religion Foundation ernannt und, ebenfalls 2010, erhielt sie den Preis der Richard-Dawkins-Stiftung für Vernunft und Wissenschaft durch die Atheist Alliance International.

## Trivia
Der Spielexperte und Buchautor Oswald Jacoby ist ihr Onkel.

## Schriften (Auswahl)
- Wild Justice: The Evolution of Revenge (1983), ISBN 978-0-060-15197-3
- Half-Jew: A Daughter’s Search for Her Family’s Buried Past (2000), ISBN 978-0-684-83250-0
- Freethinkers: A History of American Secularism (2004), ISBN 978-0-805-07776-6
- The Age of American Unreason (2008), ISBN 978-0-375-42374-1
- The Great Agnostic: Robert Ingersoll and American Freethought (2013), ISBN 978-0-300-13725-5
- Susan Jacoby: Strange Gods. A Secular History of Conversion. Knopf Doubleday Publishing Group 2016 512 S. ISBN 9781101870969